# فرانكلين مورس
فرانكلين مورس (بالإنجليزية: Franklin Morse)‏ هو لاعب كرة قدم أمريكية أمريكي، ولد في 4 مايو 1873 في كوبه في اليابان، وتوفي في 27 مايو 1929 في Forest Knolls, Marin County, California ‏ في الولايات المتحدة.